# Сан Ђовани (Болцано)
Сан Ђовани је насеље у Италији у округу Болцано, региону Трентино-Јужни Тирол.
Према процени из 2011. у насељу је живело 794 становника. Насеље се налази на надморској висини од 1020 м.